# Вылси
Вы́лси (эст. Võlsi), ранее Вельзи — деревня в волости Выру уезда Вырумаа, Эстония.

## География и описание
Расположена на южном берегу озера Тамула, граничит с уездным центром — городом Выру. Высота над уровнем моря — 93 метра.
На территории деревни расположено озеро Кублитса (площадь 1,5 га).
Климат умеренный. Официальный язык — эстонский. Почтовый индекс — 65542.

## Население
По данным переписи населения 2021 года, в Вылси насчитывалось 129 жителей, из них 120 (93,0 %) — эстонцы.
По данным переписи населения 2011 года в деревне проживали 118 человек, из них 113 (95,8 %) — эстонцы.
Численность населения деревни Вылси по данным переписей населения:
| Год  | 1959 | 1970  | 1979  | 1989 | 2000 | 2011  | 2021  |
| ---- | ---- | ----- | ----- | ---- | ---- | ----- | ----- |
| Чел. | 50   | ↗ 101 | ↗ 106 | ↘ 85 | ↗ 92 | ↗ 113 | ↗ 129 |

## История
В источниках 1839 года упоминается Wolsi (скотоводческая мыза рыцарской мызы Ново-Казериц (нем. Neu-Kasseritz, Вастсе-Казаритса, эст. Vastse-Kasaritsa mõis), 1876 года — Вельзи.

Советский памятник погибшим во время немецкой оккупации 1941—1944 годов, деревня Вылси. Ликвидирован

В советское время в Вылси располагалась приёмная база Тартуского мясокомбината, находился большой карьер по добыче щебня и были построены садоводческие кооперативы. На территории деревни был установлен памятник погибшим во время немецкой оккупации с надписью «Здесь фашистские приспешники убивали советских людей в 1941—1944 годах» (бывший объект культурного наследия). В протоколе от 30 ноября 2022 года рабочая группа по советским памятникам при Госканцелярии Эстонии признала памятник «красным монументом», подлежащим удалению из общественного пространства. При этом плита с надписью была удалена неизвестными в неустановленное время (см. Список советских военных памятников Эстонии).

## Комментарии
1. ↑  Эстонские топонимы, оканчивающиеся на -а, не склоняются и не имеют женского рода (исключение — Нарва)[8].